# De Kling
De Kling is een buurtschap in het uiterste noorden van de oorspronkelijke gemeente Brunssum in de Nederlandse provincie Limburg. De buurtschap bestaat uit een kleine bebouwing aan de Merkelbeekerstraat en Titus Brandsmastraat.
De Kling grenst aan de oude woonkern van het dorp Merkelbeek, die net ten noorden van de buurtschap ligt. De buurtschap ligt aan de Merkelbeekerbeek, die de grens tussen het grondgebied van oorspronkelijke gemeenten Merkelbeek en Brunssum vormde.
In tegenstelling tot Brunssum zelf heeft De Kling tot op heden zijn landschappelijk karakter weten te behouden.

## Onderwijs
Als gevolg van de verdere uitbreiding van de gemeente Brunssum in de noordelijke richting en de stormachtige ontwikkeling van De Kling eind jaren zestig bleek al snel een tekort te ontstaan met betrekking tot zowel het kleuter- alsmede het lagere-schoolonderwijs in de wijk. De toenmalige verantwoordelijke instelling voor het lager onderwijs in Brunssum, de R.K. Onderwijsstichting H.Geest, kocht zodoende zowel in 1967 en 1968 grond van de gemeente aan om op de Gasperistraat een kleuterschool en een lagere school te realiseren. Dit werd de latere Titus Brandsma School, een rooms-katholieke basisschool opgericht in 1968 en vernoemd naar de Friese karmelietenpater Titus Brandsma.

Aanvankelijk bestond het lagere-schoolgebouw uit één groot U-vorming, tweelaags gebouw. De groei van de bevolking, bestaande uit veelal jonge gezinnen, bleek echter al snel een tweede gebouw noodzakelijk te maken. Dat gebouw werd begin jaren zeventig opgeleverd en werd in eerste instantie gebruikt voor de toenmalige 1e en 2e klas (6- tot 8-jarigen). Begin jaren tachtig ging het beheer over naar de onderwijsstichting Movare en halverwege de jaren negentig werd, als gevolg van de herstructurering van het basis onderwijs in 1986, ook de kleuterschool Het Bunderke aan de school toegevoegd. De school, nog steeds werkend vanuit haar katholieke oorsprong en identiteit, baseert zich tegenwoordig ook op de principes van Natuurlijk leren.

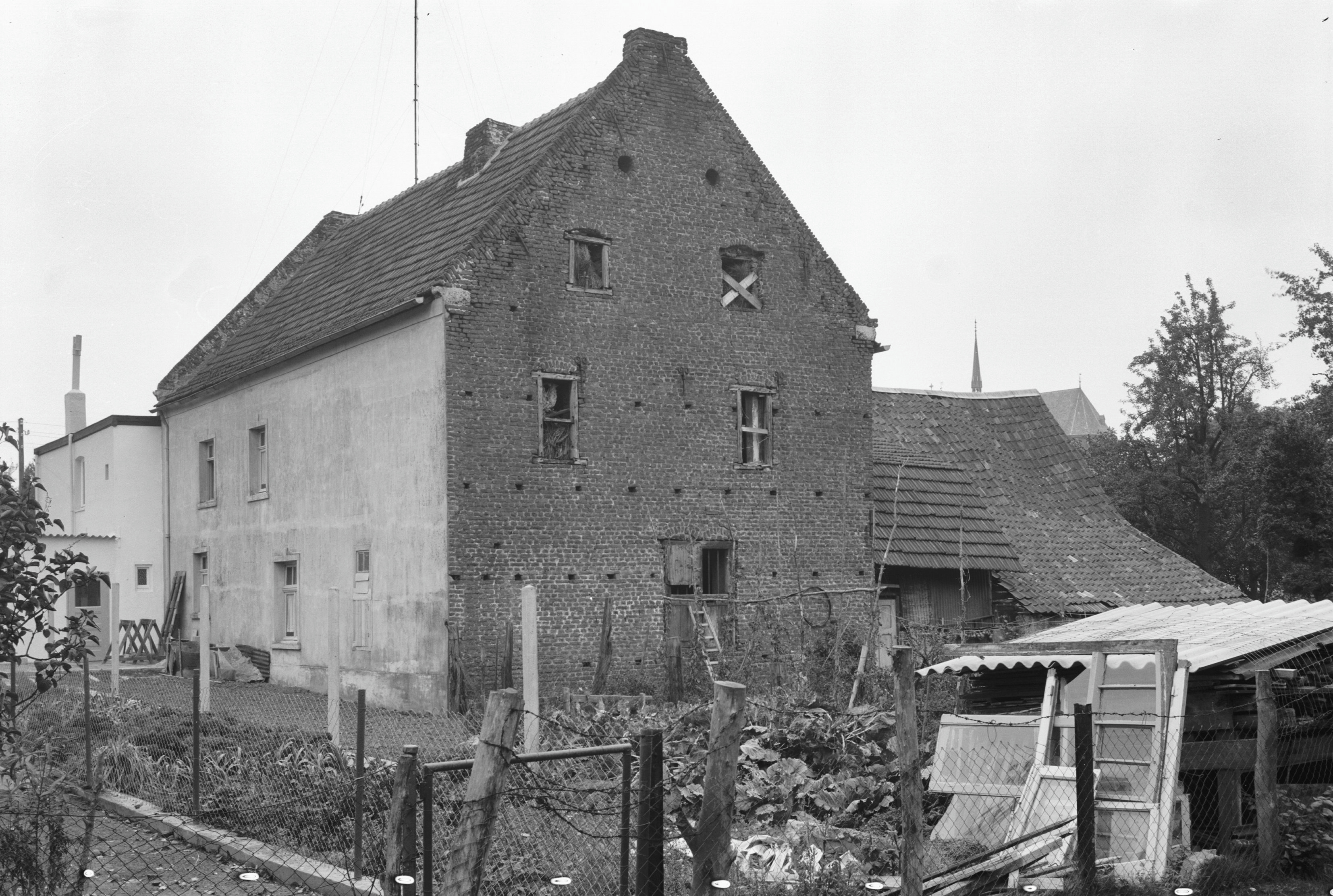
De achtergevel.
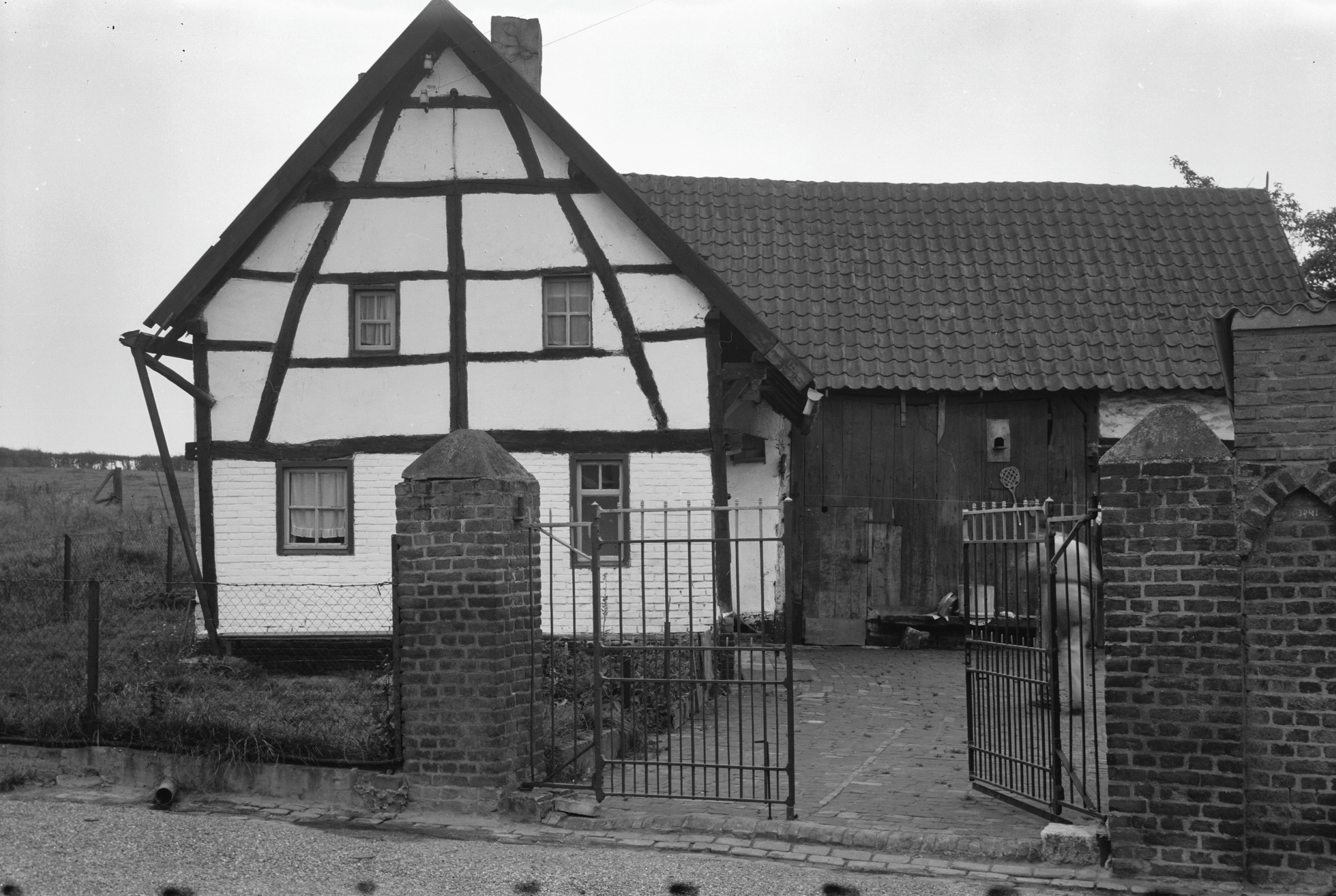
De voorgevel.
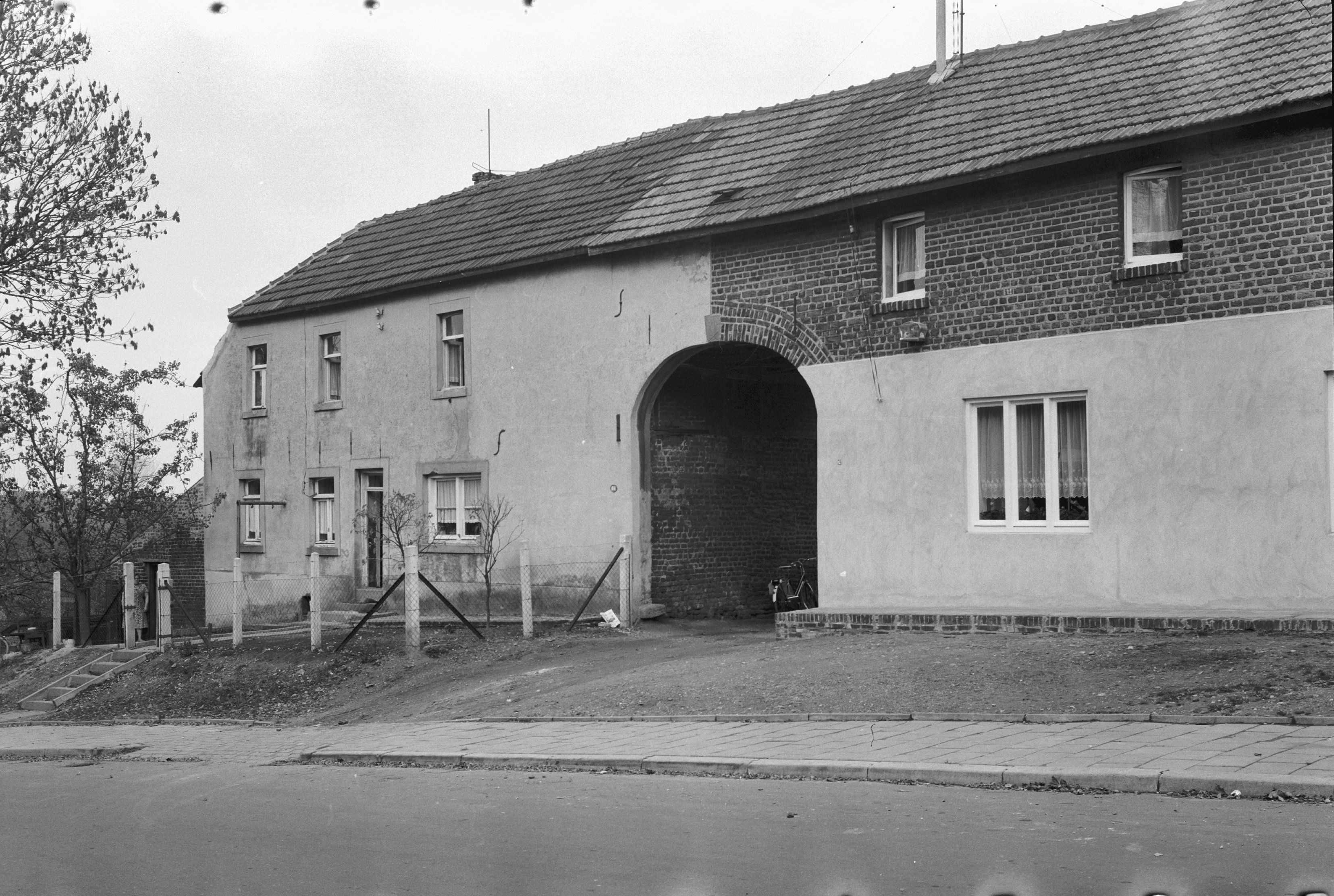

Brunssum · Bouwberg · De Kling · Rumpen · Treebeek

Limburg: Steden en dorpen      Nederland: Provincies · Gemeenten